# AD Police (série télévisée d'animation)
Pour les articles homonymes, voir AD Police.
AD  Police (ＡＤポリス, AD Porisu) est une série télévisée d'animation japonaise en 12 épisodes de 24 minutes, créée en 1999 par Anime International Company (AIC) et diffusée sur TV Tokyo du 8 avril 1999 au 1er juillet 1999. En France, la série est sortie chez Kazé.

## Synopsis
1999. Un gigantesque séisme frappe le Japon et réduit Tokyo en un tas de ruines. Six ans après la catastrophe, la puissante Genom Corporation commence à rebâtir la ville avec l’aide de cyborgs de sa fabrication appelés VoOMERs. En hommage au travail accompli par Genom, la toute nouvelle ville qui émerge des décombres est appelée Genom City. Les VoOMERs remplacent peu à peu l’être humain dans les tâches de labeur intensif. On commence alors à voir apparaître sur le marché des VoOMERs de moins bonne qualité, moins chers, mais aussi moins bien conçus, qui à l’occasion deviennent incontrôlables et sèment le chaos dans la ville.
2020. Pour faire face aux problèmes grandissants causés par des VoOMERs défectueux, la police crée une unité spéciale chargée de les traquer et de les détruire. Son nom : l’Advanced Police, ou AD Police…

## Épisodes
Titres audio :
1. Partenaire
2. Fuite
3. Annonciation
4. Promesse
5. Stratagème
6. Famille
7. Cicatrice
8. Souvenir
9. Conviction
10. Pillage
11. Pile ou Face
12. Preuve

## Commentaires
- Cette série est une spin-off de type préquelle de Bubblegum crisis.
- Dans cette version, les "boomers" sont renommés "voomers" (rappelons que la langue japonaise confond le "b" et le "v").